# عرض الدار (بعدان)

تعديل مصدري - تعديل

عرض الدار محلة تابعة لقرية يعمد، التابعة لعزلة جرانة بمديرية بعدان إحدى مديريات محافظة إب في الجمهورية اليمنية، بلغ تعداد سكانها 35 حسب تعداد اليمن لعام 2004.